# Rally van Zweden
De Rally van Zweden, voorheen formeel bekend als International Swedish Rally en tegenwoordig Rally Sweden, is de Zweedse ronde van het wereldkampioenschap rally. De rally wordt verreden in het Värmland-gebied, dicht bij Karlstad waar zowel de start als finish plaatsvindt. Het service park is in Hagfors. Het is doorgaans de enige pure sneeuwrally op de WK-kalender.

## Geschiedenis
De eerste editie van de rally vond plaats in 1950, en werd toen nog verreden als de Rally to the Midnight Sun (op dat moment ook gehouden op een zomerdatum) met start en finish in verschillende locaties. In 1967 verplaatste het evenement zich naar Karlstad, wat nu de vaste basis werd voor start en finish. Oorspronkelijk als ronde van het Zweeds rallykampioenschap, kreeg het evenement vanaf 1970 een plaats op de kalender van het internationaal kampioenschap voor constructeurs. Toen dit opging in het wereldkampioenschap rally, in het inaugurele seizoen 1973, kreeg de rally de WK-status. Het jaar daarop moest het evenement in verband met de wereldwijde oliecrisis samen met enkele andere grote rally's geannuleerd worden. Milde weersomstandigheden zorgde ervoor dat de rally in 1990 geen doorgang kreeg. Door een rotatiesysteem van de FIA, onbrak de rally op de WK-kalender voor 2009, en werd ie niet verreden. Het evenement keerde in 2010 weer terug, toen als seizoensopener van het WK. Sinds 2011 wordt een deel van de rally (eerste dag) verreden in Noorwegen.
Voormalig wereldkampioen Stig Blomqvist is recordhouder in het aantal overwinningen. Hij schreef de rally zeven keer op zijn naam.

## Wedstrijdkarakteristieken
Sinds de verhuizing naar Karlstad wordt de rally traditioneel in februari gehouden. Op dat moment zijn de oorspronkelijke gravelwegen grotendeels bedekt met sneeuw en ijs. Daarom is het doorgaans de enige pure sneeuwrally op de WK-kalender (de in 2007 en 2009 verreden Rally van Noorwegen vond ook in winterse omstandigheden plaats). De wegen, die in normale omstandigheid vergeleken kunnen worden met die van de Rally van Finland, zijn ook een van de snelste op de kalender. De sneeuw en ijs laag zorgt er ook voor dat de auto's gemakkelijker door de bocht gesmeten kunnen worden; grote sneeuwbanken aan de buitenkant zorgen vaak ervoor dat ze niet van de weg raken. Tegelijkertijd kun je in deze sneeuwbanken ook je waterloo vinden door er in vast te raken. Voor de benodigde grip zijn de banden erg smal en maken ze gebruik van de zogenoemde "spikes" (spijkers).
Een karakteristiek van een andere aard is dat de rally normaliter gewonnen wordt door Scandinavische rijders; vaak exclusief uit Zweden en Finland. De Fransman Sébastien Loeb, inmiddels negenvoudig wereldkampioen, was in het seizoen 2004 de enige uitzondering toen hij de rally dat jaar won. De Noor Petter Solberg won hem het jaar daarop. In 2013 volgde Sébastien Ogier hem op als de tweede Franse winnaar van het evenement.

## Lijst van winnaars

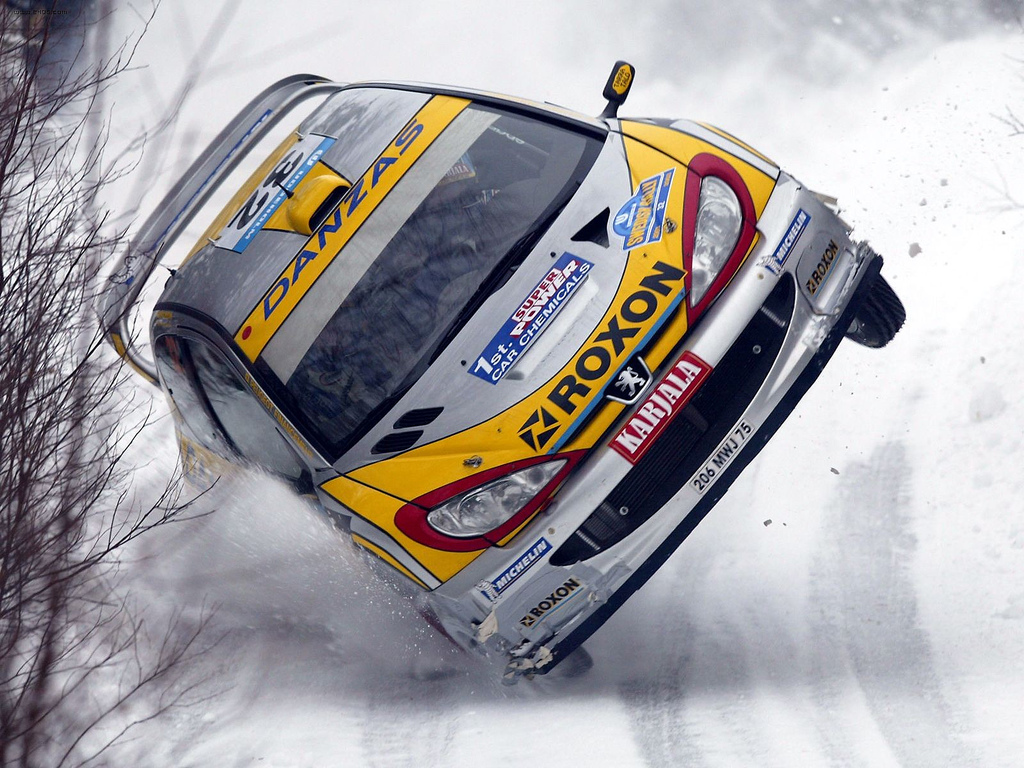
Juuso Pykälistö actief tijdens de rally in 2003

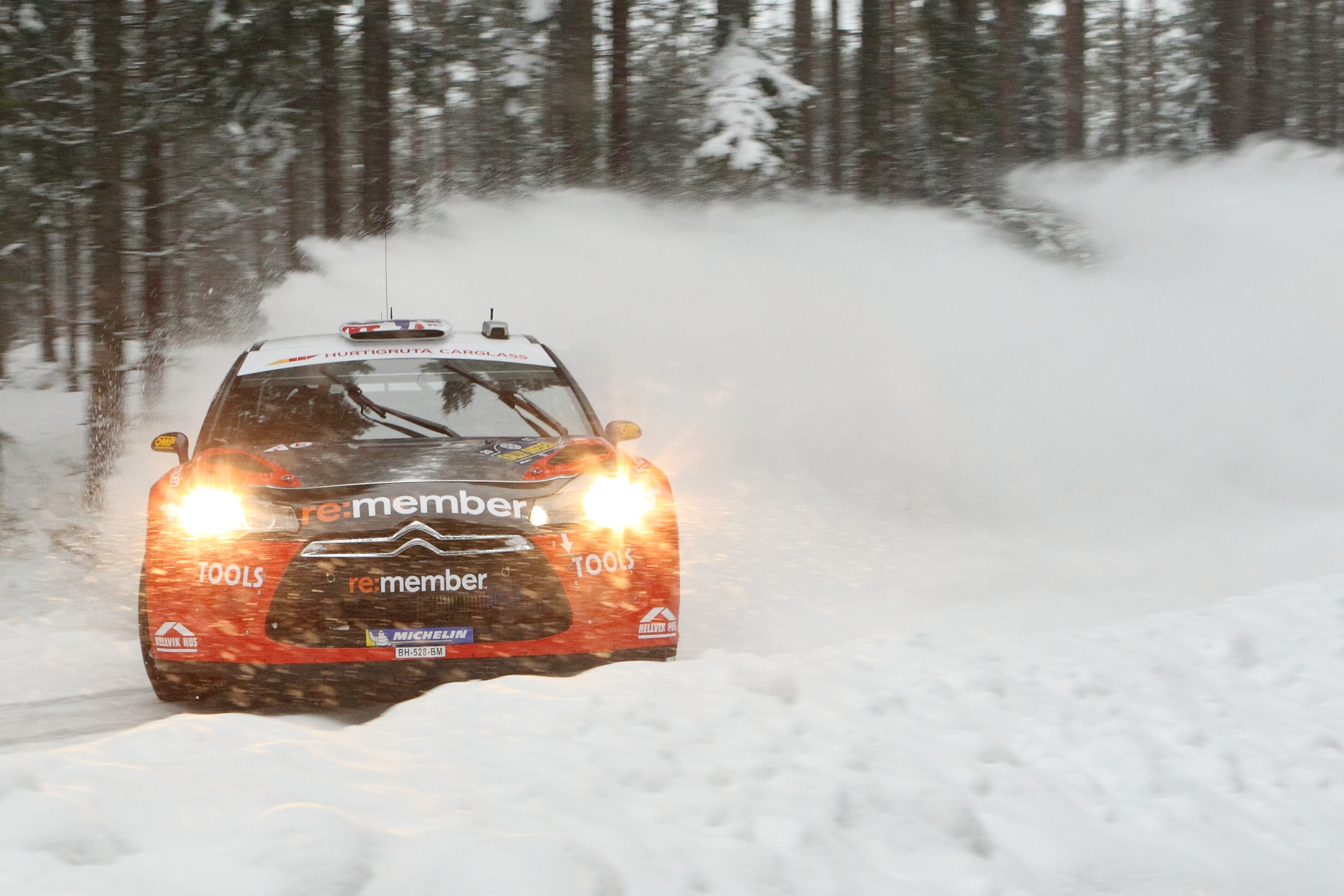
Petter Solberg actief tijdens de rally in 2011, toen het als openingsronde diende van het WK rally-seizoen

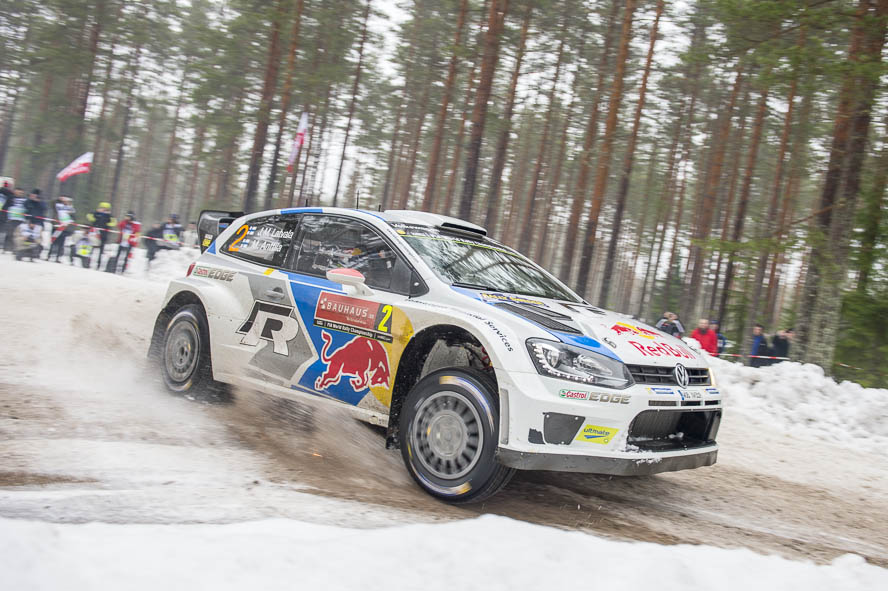
Jari-Matti Latvala op weg naar de overwinning in 2014

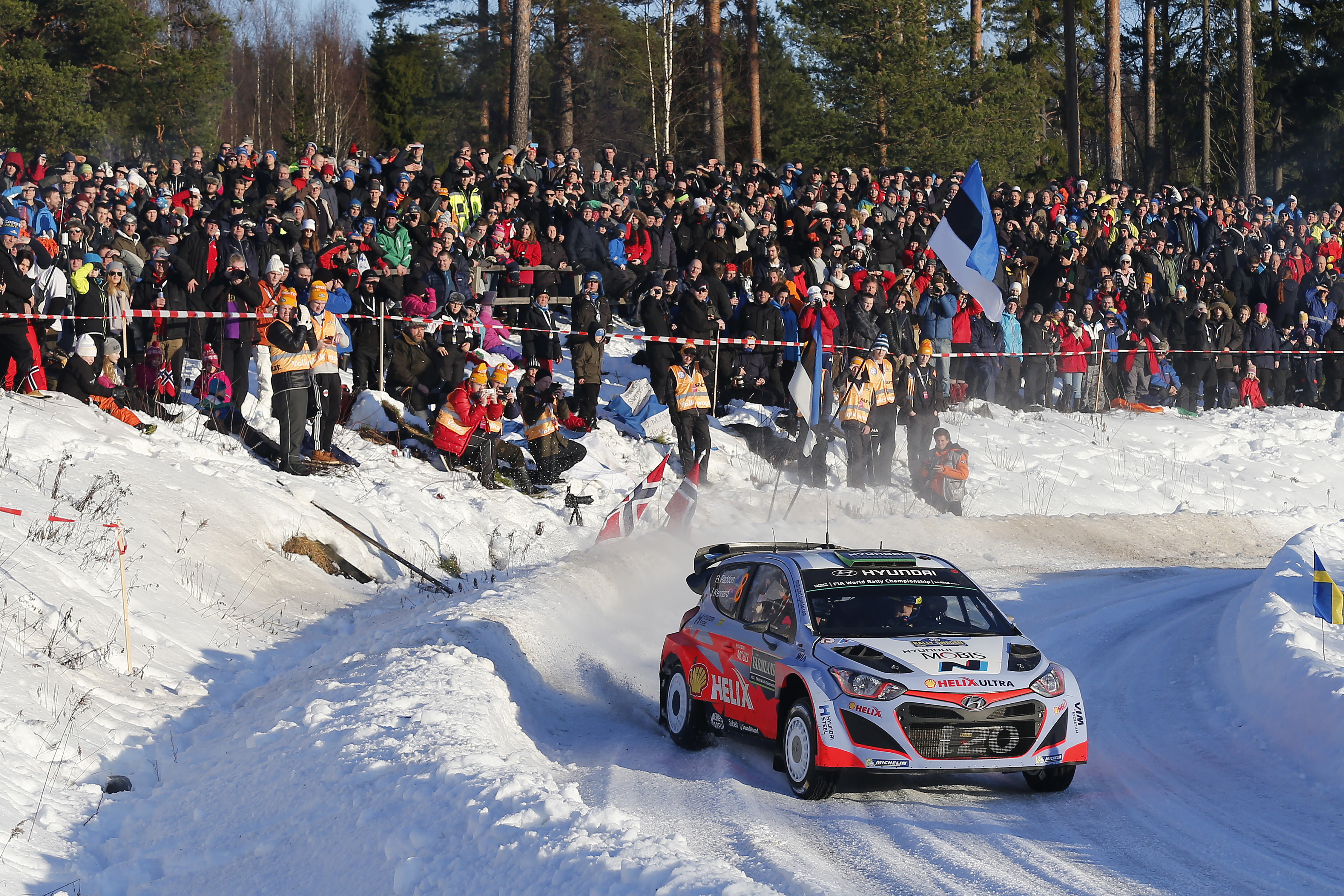
Hayden Paddon voor het Zweedse publiek tijdens de rally in 2015

| Editie | Seizoen | Rijder                                               | Navigator                                            | Auto                                                 |                                                      |
| ------ | ------- | ---------------------------------------------------- | ---------------------------------------------------- | ---------------------------------------------------- | ---------------------------------------------------- |
| 68     | 2020    | Elfyn Evans                                          | Scott Martin                                         | Toyota Yaris WRC                                     |                                                      |
| 67     | 2019    | Ott Tänak                                            | Martin Järveoja                                      | Toyota Yaris WRC                                     |                                                      |
| 66     | 2018    | Thierry Neuville                                     | Nicolas Gilsoul                                      | Hyundai i20 Coupé WRC                                |                                                      |
| 65     | 2017    | Jari-Matti Latvala                                   | Miikka Anttila                                       | Toyota Yaris WRC                                     |                                                      |
| 64     | 2016    | Sébastien Ogier                                      | Julien Ingrassia                                     | Volkswagen Polo R WRC                                |                                                      |
| 63     | 2015    | Sébastien Ogier                                      | Julien Ingrassia                                     | Volkswagen Polo R WRC                                |                                                      |
| 62     | 2014    | Jari-Matti Latvala                                   | Miikka Anttila                                       | Volkswagen Polo R WRC                                |                                                      |
| 61     | 2013    | Sébastien Ogier                                      | Julien Ingrassia                                     | Volkswagen Polo R WRC                                |                                                      |
| 60     | 2012    | Jari-Matti Latvala                                   | Miikka Anttila                                       | Ford Fiesta RS WRC                                   |                                                      |
| 59     | 2011    | Mikko Hirvonen                                       | Jarmo Lehtinen                                       | Ford Fiesta RS WRC                                   |                                                      |
| 58     | 2010    | Mikko Hirvonen                                       | Jarmo Lehtinen                                       | Ford Focus RS WRC 09                                 |                                                      |
|        | 2009    | Rally niet gehouden.                                 | Rally niet gehouden.                                 | Rally niet gehouden.                                 | Rally niet gehouden.                                 |
| 57     | 2008    | Jari-Matti Latvala                                   | Miikka Anttila                                       | Ford Focus RS WRC 07                                 |                                                      |
| 56     | 2007    | Marcus Grönholm                                      | Timo Rautiainen                                      | Ford Focus RS WRC 06                                 |                                                      |
| 55     | 2006    | Marcus Grönholm                                      | Timo Rautiainen                                      | Ford Focus RS WRC 06                                 |                                                      |
| 54     | 2005    | Petter Solberg                                       | Phil Mills                                           | Subaru Impreza WRC2004                               |                                                      |
| 53     | 2004    | Sébastien Loeb                                       | Daniel Elena                                         | Citroën Xsara WRC                                    |                                                      |
| 52     | 2003    | Marcus Grönholm                                      | Timo Rautiainen                                      | Peugeot 206 WRC                                      |                                                      |
| 51     | 2002    | Marcus Grönholm                                      | Timo Rautiainen                                      | Peugeot 206 WRC                                      |                                                      |
| 50     | 2001    | Harri Rovanperä                                      | Risto Pietiläinen                                    | Peugeot 206 WRC                                      |                                                      |
| 49     | 2000    | Marcus Grönholm                                      | Timo Rautiainen                                      | Peugeot 206 WRC                                      |                                                      |
| 48     | 1999    | Tommi Mäkinen                                        | Risto Mannisenmäki                                   | Mitsubishi Lancer Evo VI                             |                                                      |
| 47     | 1998    | Tommi Mäkinen                                        | Risto Mannisenmäki                                   | Mitsubishi Lancer Evo IV                             |                                                      |
| 46     | 1997    | Kenneth Eriksson                                     | Staffan Parmander                                    | Subaru Impreza WRC97                                 |                                                      |
| 45     | 1996    | Tommi Mäkinen                                        | Seppo Harjanne                                       | Mitsubishi Lancer Evo III                            |                                                      |
| 44     | 1995    | Kenneth Eriksson                                     | Staffan Parmander                                    | Mitsubishi Lancer Evo III                            |                                                      |
| 43     | 1994    | Thomas Rådström                                      | Lars Bäckman                                         | Toyota Celica Turbo 4WD                              |                                                      |
| 42     | 1993    | Mats Jonsson                                         | Lars Bäckman                                         | Toyota Celica Turbo 4WD                              |                                                      |
| 41     | 1992    | Mats Jonsson                                         | Lars Bäckman                                         | Toyota Celica GT-Four                                |                                                      |
| 40     | 1991    | Kenneth Eriksson                                     | Staffan Parmander                                    | Mitsubishi Galant VR-4                               |                                                      |
|        | 1990    | Rally geannuleerd vanwege milde weersomstandigheden. | Rally geannuleerd vanwege milde weersomstandigheden. | Rally geannuleerd vanwege milde weersomstandigheden. | Rally geannuleerd vanwege milde weersomstandigheden. |
| 39     | 1989    | Ingvar Carlsson                                      | Per Carlsson                                         | Mazda 323 4WD                                        |                                                      |
| 38     | 1988    | Markku Alén                                          | Ilkka Kivimäki                                       | Lancia Delta HF 4WD                                  |                                                      |
| 37     | 1987    | Timo Salonen                                         | Seppo Harjanne                                       | Mazda 323 4WD                                        |                                                      |
| 36     | 1986    | Juha Kankkunen                                       | Juha Piironen                                        | Peugeot 205 Turbo 16 E2                              |                                                      |
| 35     | 1985    | Ari Vatanen                                          | Terry Harryman                                       | Peugeot 205 Turbo 16                                 |                                                      |
| 34     | 1984    | Stig Blomqvist                                       | Björn Cederberg                                      | Audi quattro A2                                      |                                                      |
| 33     | 1983    | Hannu Mikkola                                        | Arne Hertz                                           | Audi quattro A1                                      |                                                      |
| 32     | 1982    | Stig Blomqvist                                       | Björn Cederberg                                      | Audi quattro                                         |                                                      |
| 31     | 1981    | Hannu Mikkola                                        | Arne Hertz                                           | Audi quattro                                         |                                                      |
| 30     | 1980    | Anders Kulläng                                       | Bruno Berglund                                       | Opel Ascona 400                                      |                                                      |
| 29     | 1979    | Stig Blomqvist                                       | Björn Cederberg                                      | Saab 99 Turbo                                        |                                                      |
| 28     | 1978    | Björn Waldegård                                      | Hans Thorszelius                                     | Ford Escort RS1800                                   |                                                      |
| 27     | 1977    | Stig Blomqvist                                       | Hans Sylvan                                          | Saab 99 EMS                                          |                                                      |
| 26     | 1976    | Per Eklund                                           | Björn Cederberg                                      | Saab 96 V4                                           |                                                      |
| 25     | 1975    | Björn Waldegård                                      | Hans Thorszelius                                     | Lancia Stratos HF                                    |                                                      |
|        | 1974    | Rally geannuleerd in verband met de oliecrisis.      | Rally geannuleerd in verband met de oliecrisis.      | Rally geannuleerd in verband met de oliecrisis.      | Rally geannuleerd in verband met de oliecrisis.      |
| 24     | 1973    | Stig Blomqvist                                       | Arne Hertz                                           | Saab 96 V4                                           |                                                      |
| 23     | 1972    | Stig Blomqvist                                       | Arne Hertz                                           | Saab 96 V4                                           |                                                      |
| 22     | 1971    | Stig Blomqvist                                       | Arne Hertz                                           | Saab 96 V4                                           |                                                      |
| 21     | 1970    | Björn Waldegård                                      | Lars Helmér                                          | Porsche 911 S                                        |                                                      |
| 20     | 1969    | Björn Waldegård                                      | Lars Helmér                                          | Porsche 911 S                                        |                                                      |
| 19     | 1968    | Björn Waldegård                                      | Lars Helmér                                          | Porsche 911 T                                        |                                                      |
| 18     | 1967    | Bengt Söderström                                     | Gunnar Palm                                          | Ford Lotus Cortina                                   |                                                      |
| 17     | 1966    | Åke Andersson                                        | Sven-Olov Svedberg                                   | Saab 96                                              |                                                      |
| 16     | 1965    | Tom Trana                                            | Gunnar Thermenius                                    | Volvo PV544                                          |                                                      |
| 15     | 1964    | Tom Trana                                            | Gunnar Thermenius                                    | Volvo PV544                                          |                                                      |
| 14     | 1963    | Berndt Jansson                                       | Erik Petersson                                       | Porsche Carrera                                      |                                                      |
| 13     | 1962    | Bengt Söderström                                     | Bo Olsson                                            | BMC Cooper                                           |                                                      |
| 12     | 1961    | Carl-Magnus Skogh                                    | Rolf Skogh                                           | Saab 96                                              |                                                      |
| 11     | 1960    | Carl-Magnus Skogh                                    | Rolf Skogh                                           | Saab 96                                              |                                                      |
| 10     | 1959    | Erik Carlsson                                        | Mario Pavoni                                         | Saab 93                                              |                                                      |
| 9      | 1958    | Gunnar Andersson                                     | Niels Peder Jacobsen                                 | Volvo PV544                                          |                                                      |
| 8      | 1957    | Ture Jansson                                         | Lennart Jansson                                      | Volvo PV444 LS                                       |                                                      |
| 7      | 1956    | Harry Bengtsson                                      | Åke Righard                                          | Volkswagen 1200                                      |                                                      |
| 6      | 1955    | Allan Borgefors                                      | Åke Gustafsson                                       | Porsche 356                                          |                                                      |
| 5      | 1954    | Carl-Gunnar Hammarlund                               | Erik Pettersson                                      | Porsche 356                                          |                                                      |
| 4      | 1953    | Sture Nottorp                                        | Bengt Jonsson                                        | Porsche 356                                          |                                                      |
| 3      | 1952    | Grus-Olle Persson                                    | Olof Norrby                                          | Porsche 356                                          |                                                      |
| 2      | 1951    | Gunnar Bengtsson                                     | Sven Zetterberg                                      | Talbot-Lago                                          |                                                      |
| 1      | 1950    | Per-Fredrik Cederbaum                                | Bertil Sohlberg                                      | BMW 328                                              |                                                      |